# 帕尔迪纽
帕尔迪纽是巴西圣保罗州的一个市镇。总面积210.036平方公里，总人口5030人，人口密度23.9人/平方公里。